# Liste von Persönlichkeiten der Stadt Gent
Die folgende Liste enthält in Gent geborene Persönlichkeiten, chronologisch aufgelistet nach dem Geburtsjahr. Die Liste erhebt keinen Anspruch auf Vollständigkeit.

## In Gent geborene Persönlichkeiten

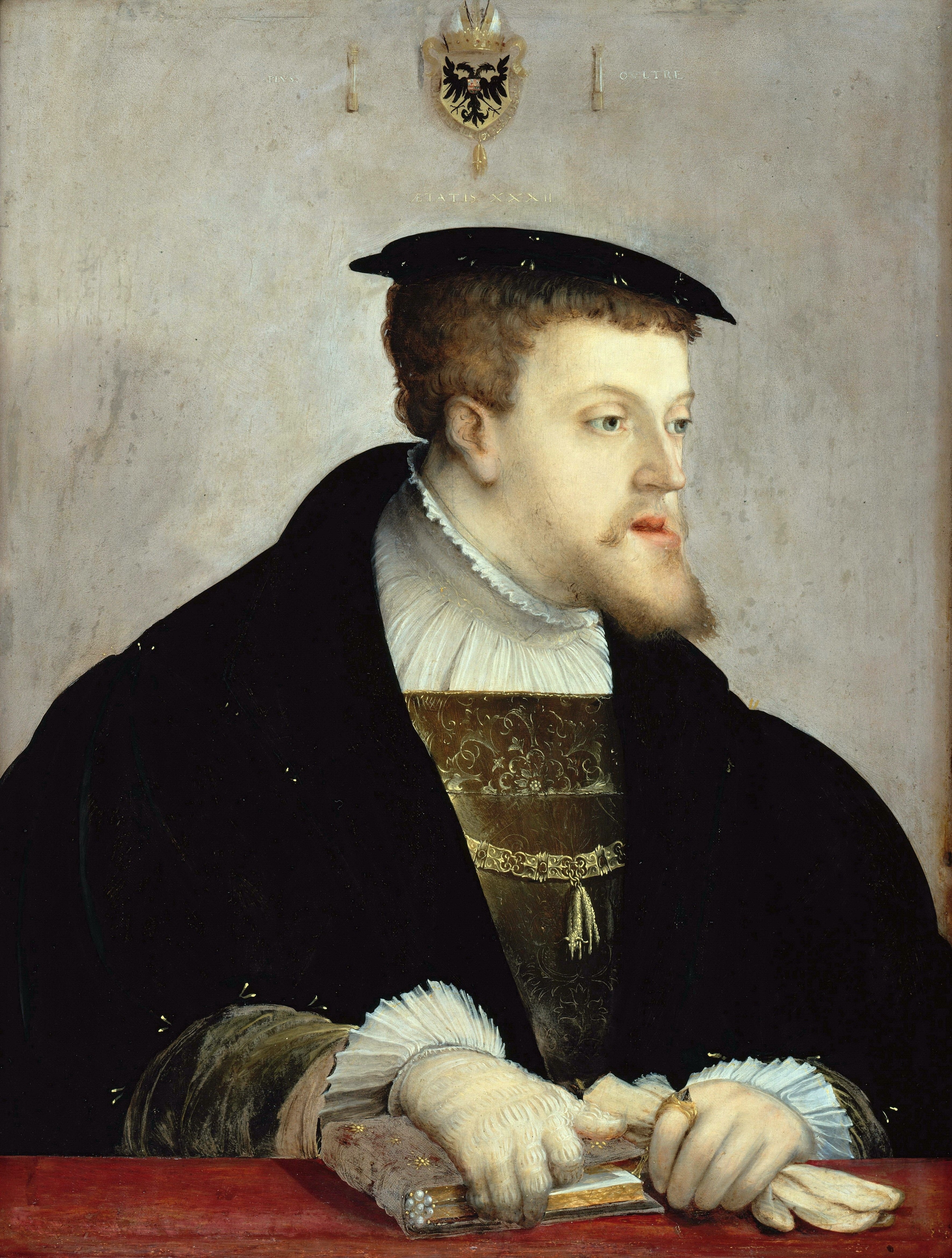
Kaiser Karl V.

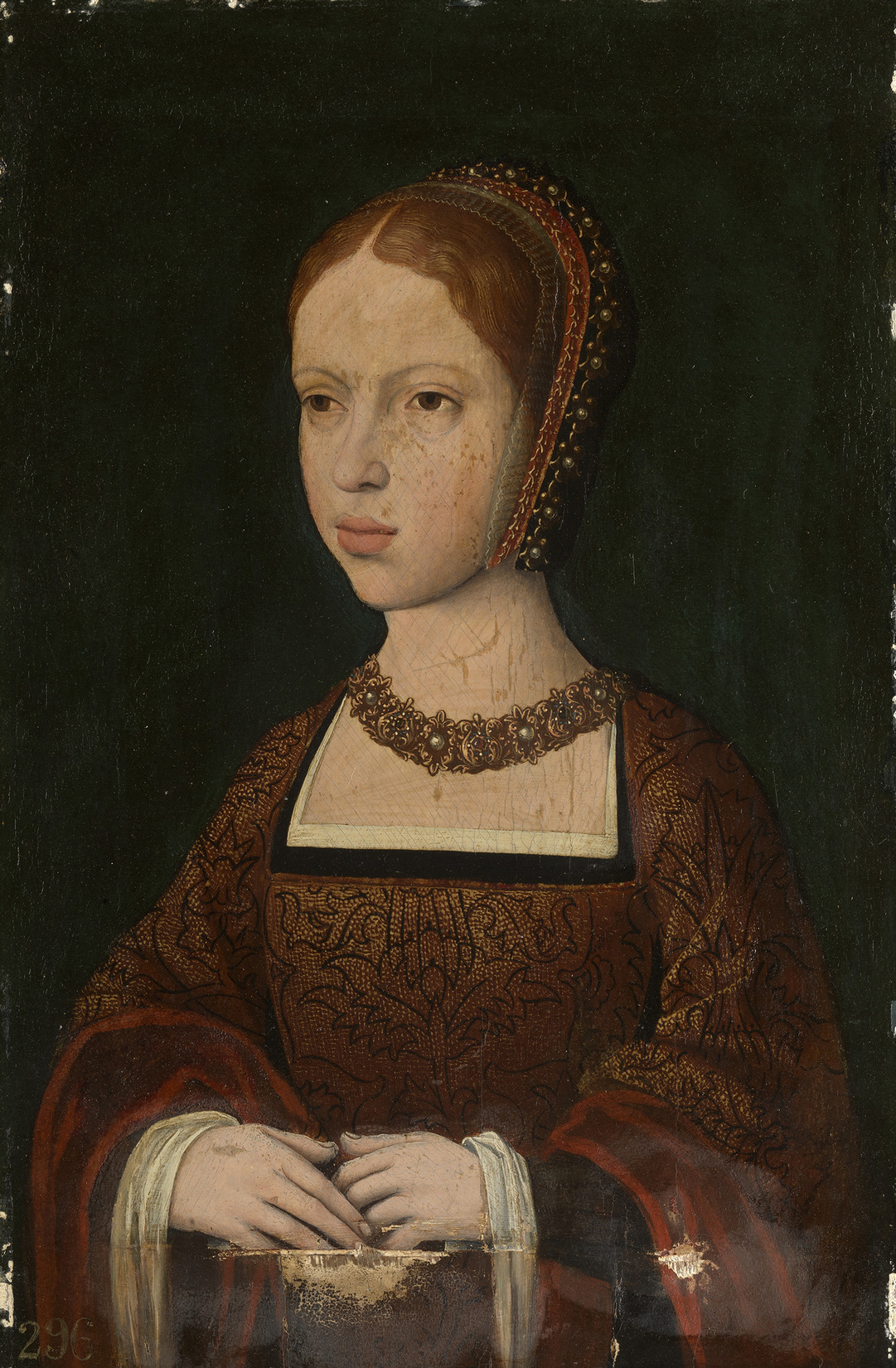
Isabella von Österreich

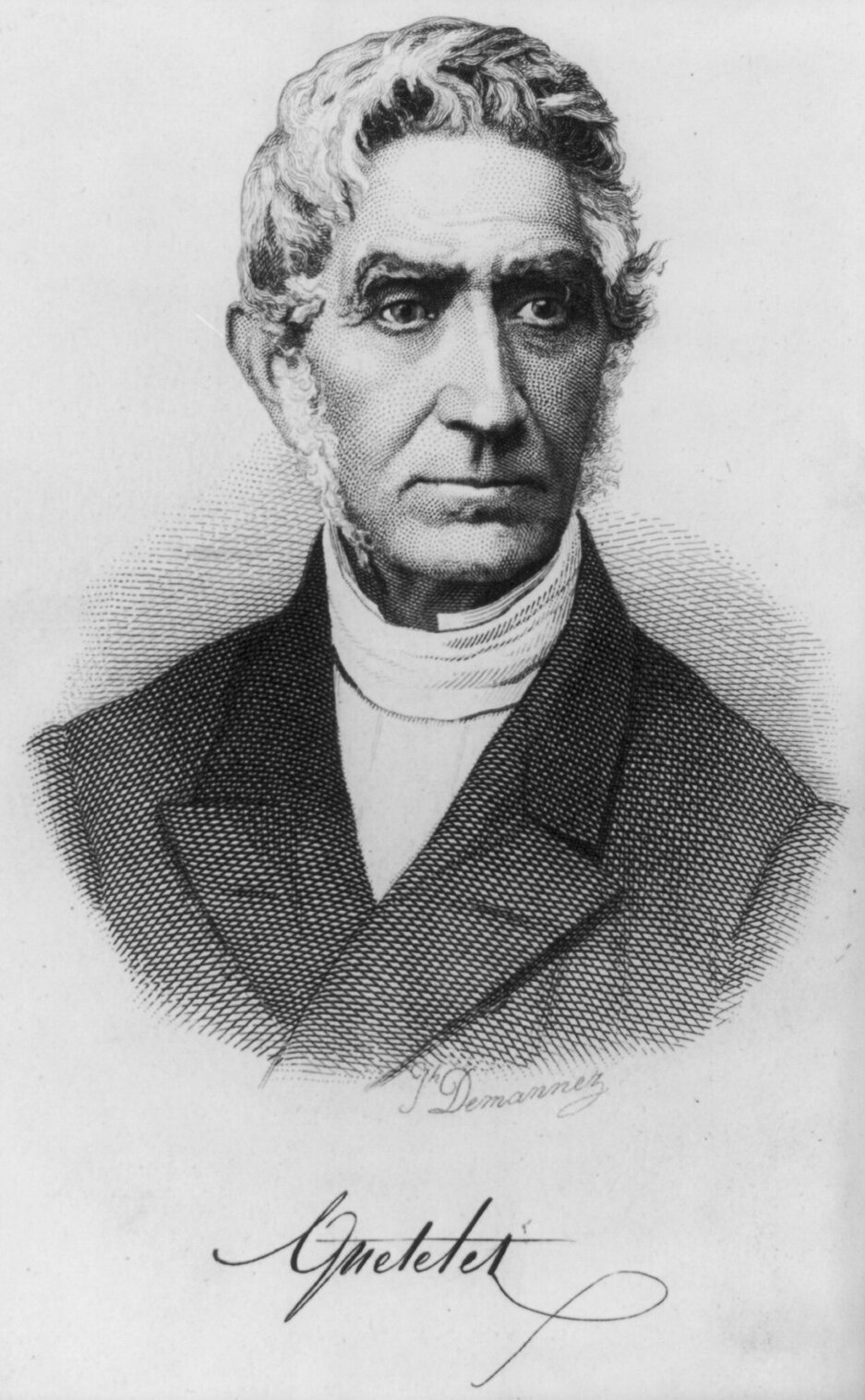
Adolphe Quételet

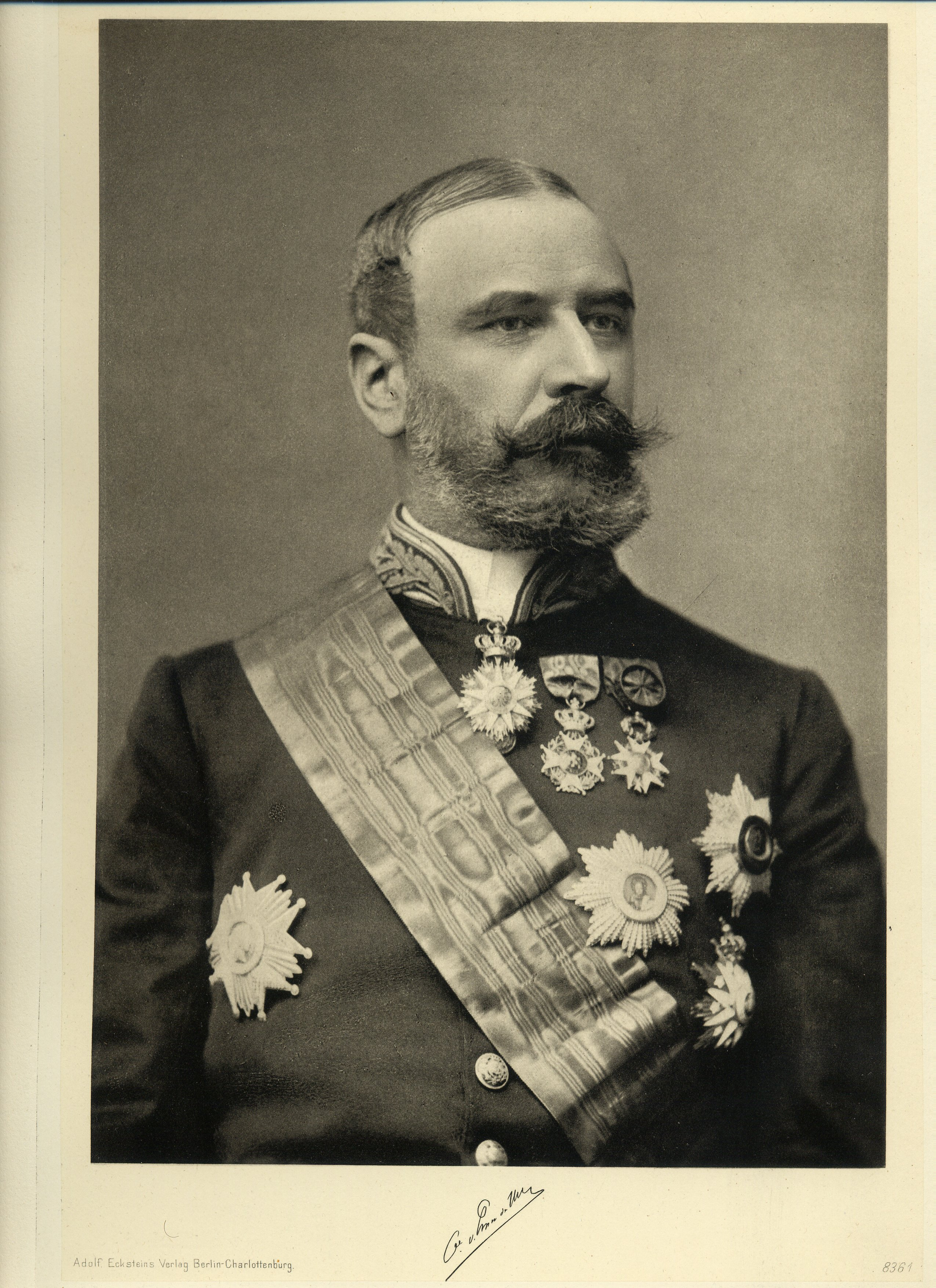
Paul de Smet de Naeyer

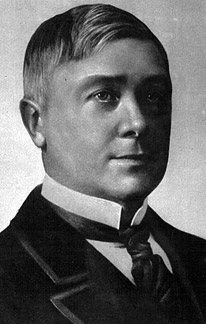
Maurice Maeterlinck

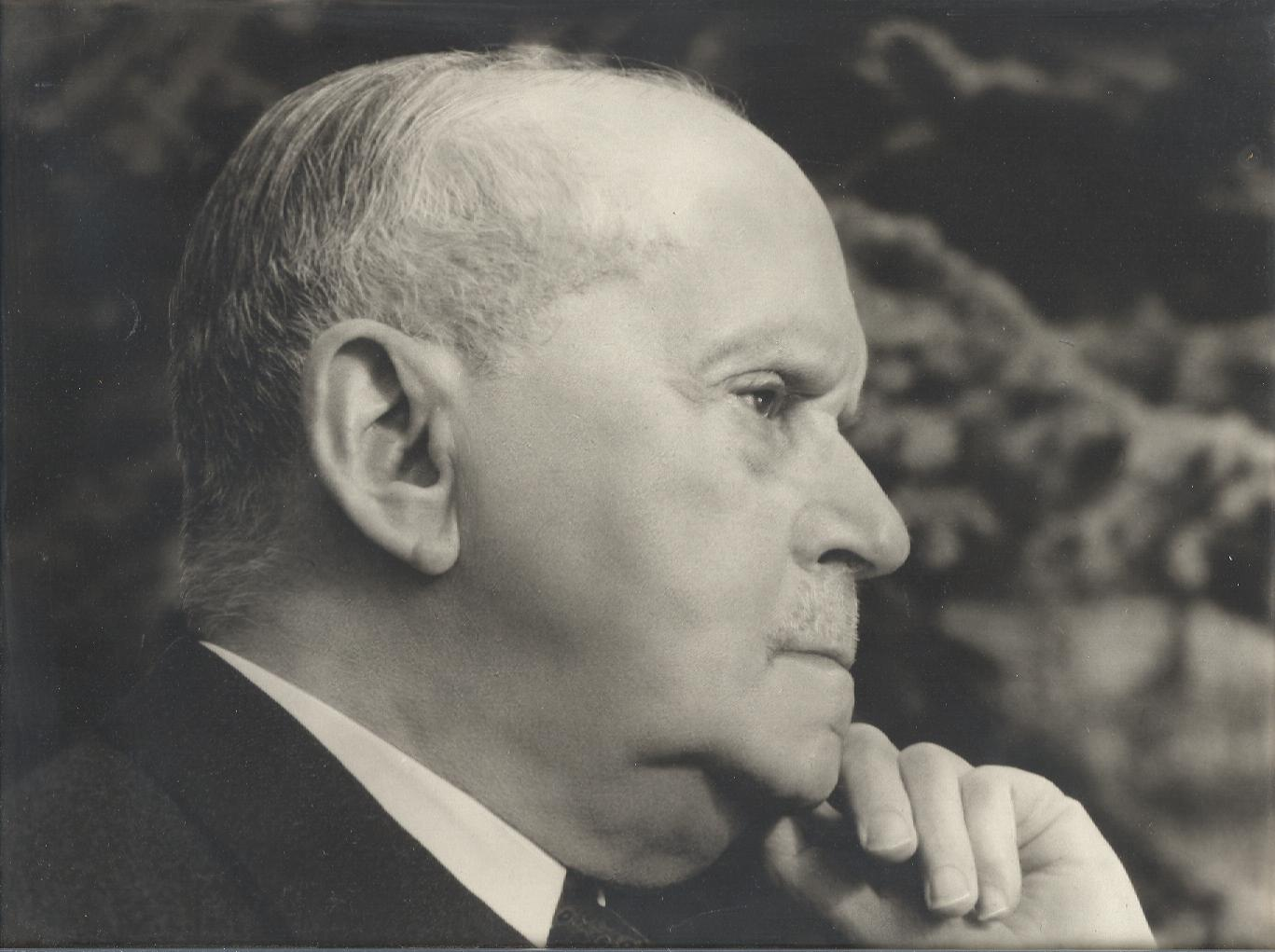
Charles De Visscher

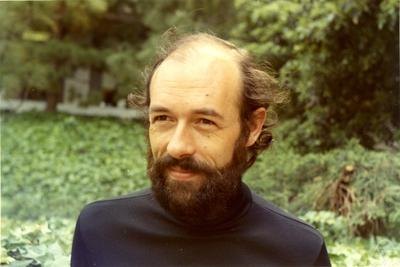
David Ruelle

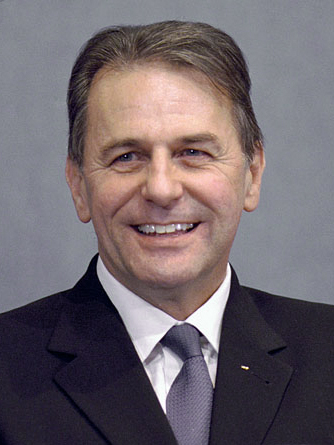
Jacques Rogge 2001

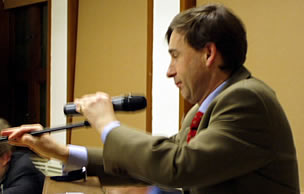
Matthias Storme

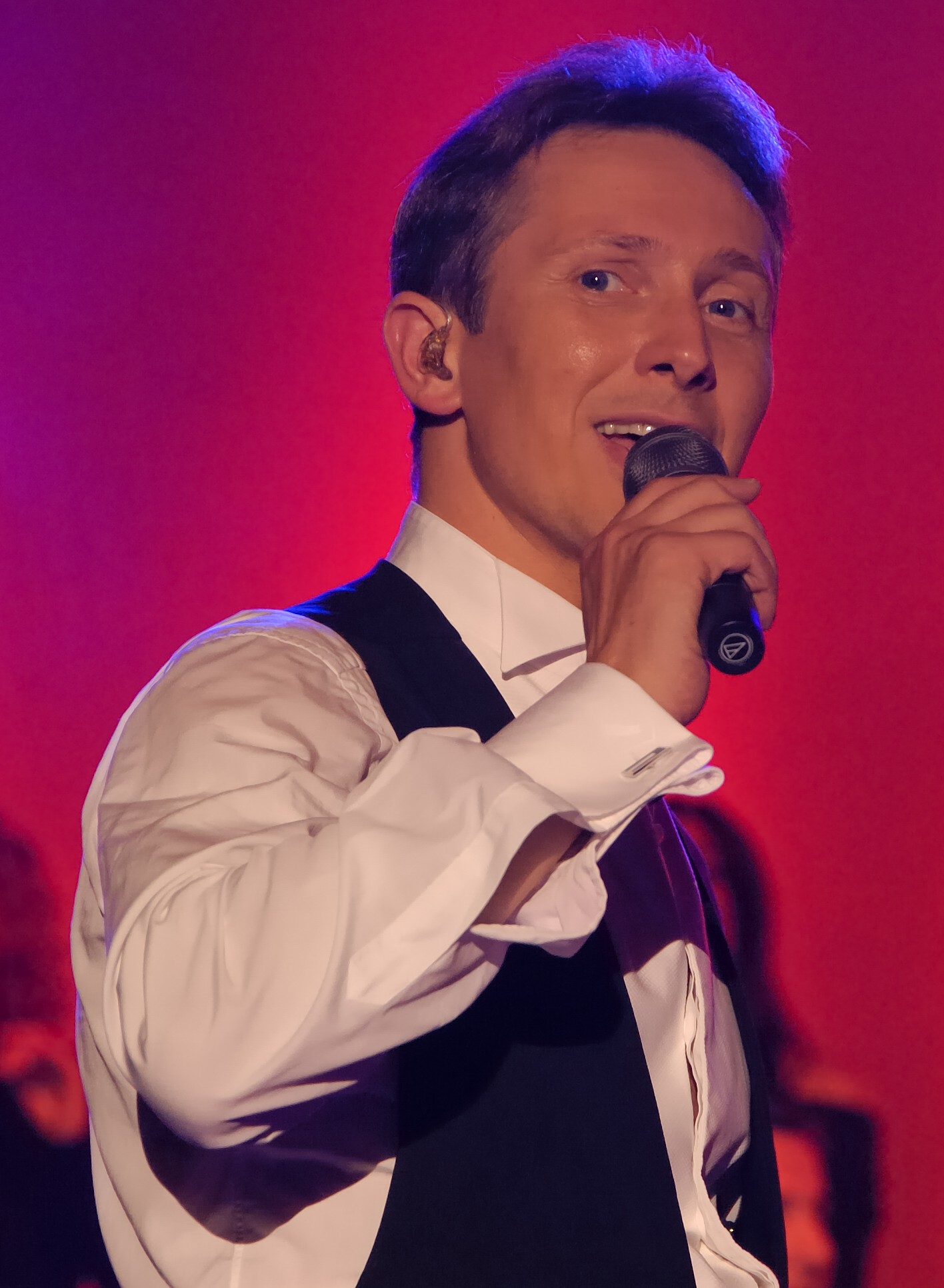
Helmut Lotti

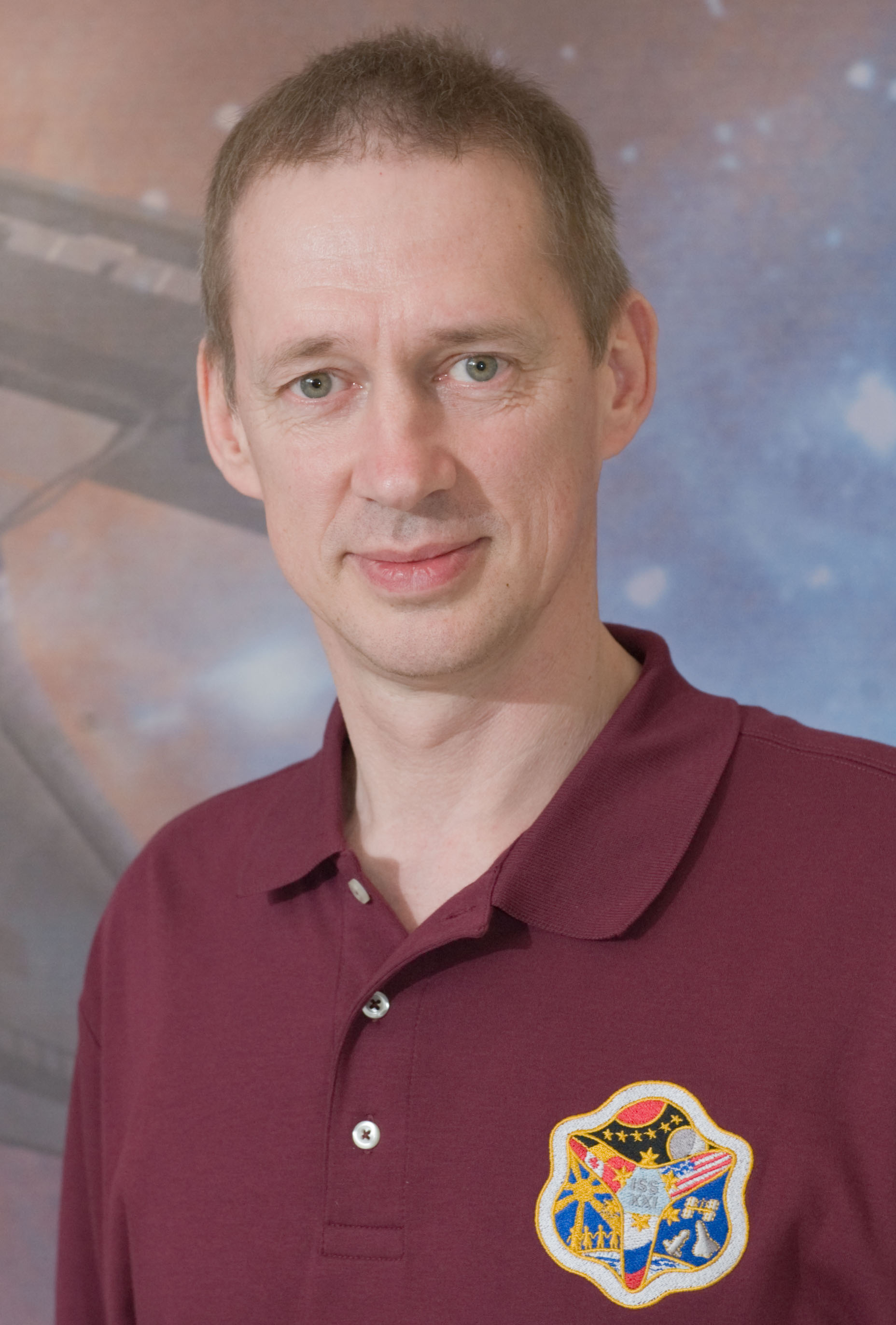
Frank De Winne

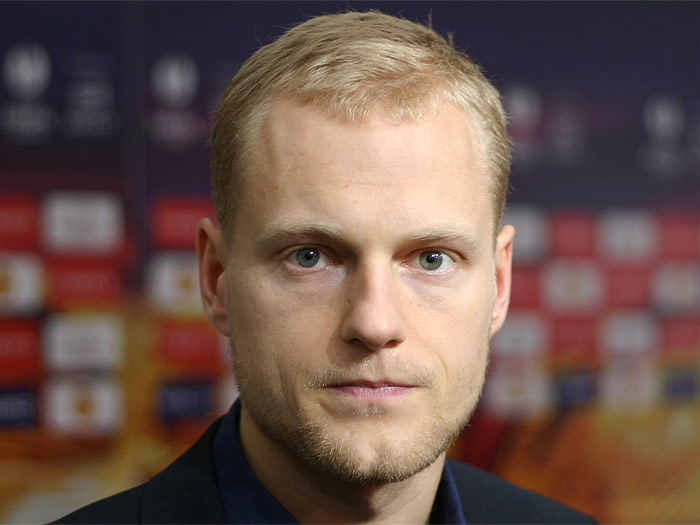
Olivier Deschacht

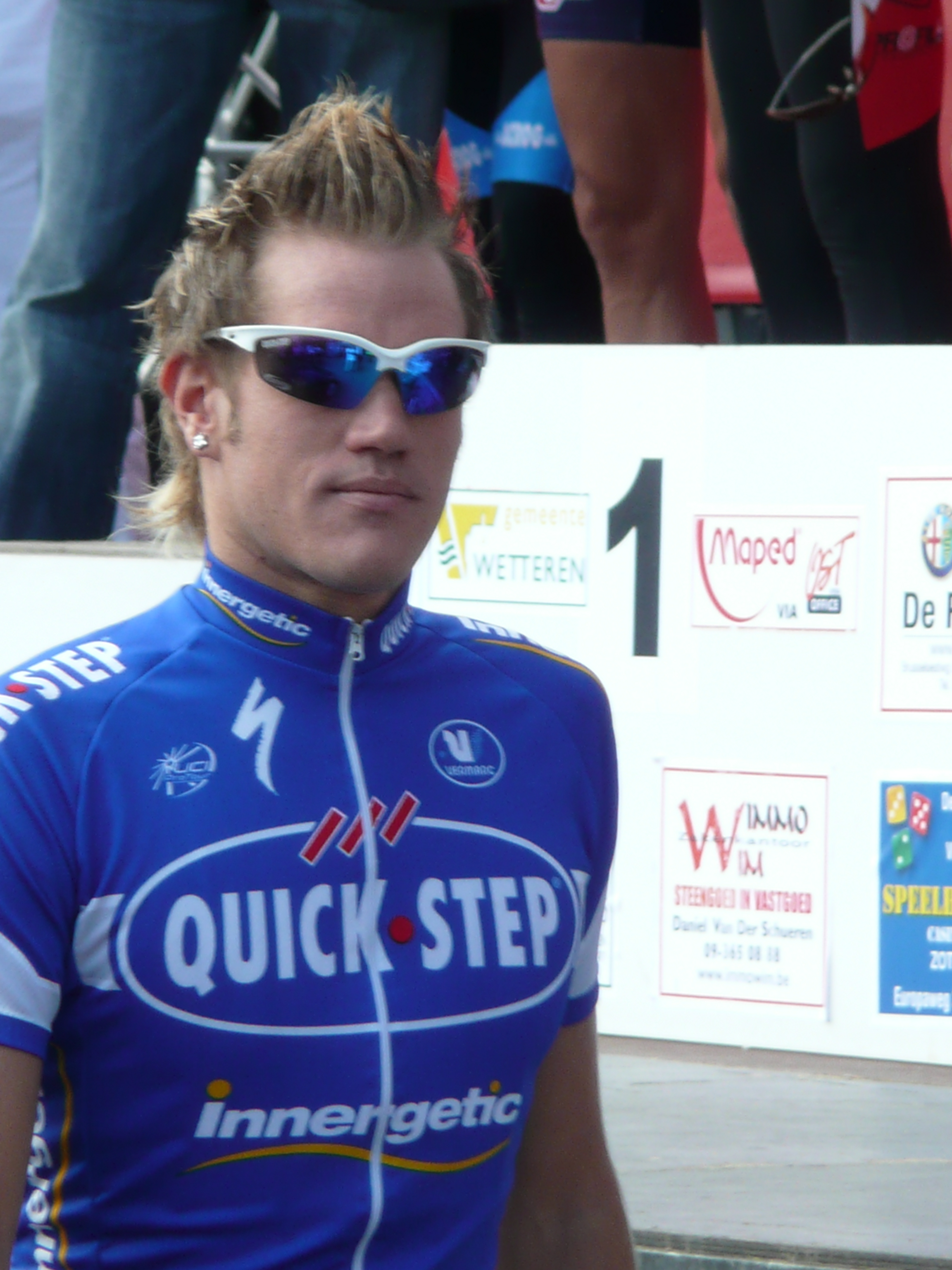
Wouter Weylandt

### Bis 1800
- Jacob van Artevelde (um 1290–1345), Patriot
- John of Gaunt, 1. Duke of Lancaster (1340–1399), Sohn König Eduards III.
- Alexander Agricola (1446–1506), Komponist, Sänger und Instrumentalist
- Jacob Obrecht (1457/58–1505), Komponist, Kleriker und Sänger
- Jodocus Badius (1462–1535), Buchdrucker und Humanist
- Gerard Horenbout (1465–1541), Kartograph, Schreiber und Maler
- Lucas Horenbout (1490/95–1544), Miniaturmaler
- Karl V. (1500–1558), Kaiser des Heiligen Römischen Reiches
- Karl von Utenhove d. Ä. (um 1500–1580), Humanist und Politiker
- Isabella von Österreich (1501–1526), Königin von Dänemark und Norwegen
- Georg von Österreich (1504–1557), katholischer Erzbischof
- Jan van Utenhove (1516 oder 1520–1566), Humanist und reformierter Theologe
- Jean van der Meulen (1525–1575), Kanonist
- Laevinus Torrentius (1525–1595), zweiter Bischof von Antwerpen und einer der führenden Humanisten seiner Zeit
- Lucas de Heere (1534–1584), Maler, Poet und Dichter
- Karl von Utenhove d. J. (1536–1600), humanistischer Gelehrter und Dichter
- Levinus Battus (1545–1591), deutscher Mediziner
- Johanna Otho (um 1549–nach 1621), Humanistin und Dichterin
- Levinus Hulsius (1546–1606), Notar, Autor und Verleger
- Anna von Utenhove (um 1550–nach 1603 [1641?]), Humanistin und Dichterin
- Lieven de Key (um 1560–1627), Architekt
- Johan Philip Lansberg (1561–1632), Astronom
- Daniel Colonius der Ältere (1566–1635), reformierter Theologe
- François van der Burch (1567–1644), Bischof von Gent, Fürsterzbischof von Cambrai
- Pieter van den Keere (1570–1630), Kupferstecher und Verleger
- Antonius Walaeus (1573–1639), Calvinist, reformierter Theologe und Professor
- Daniel Heinsius (1580–1655), Gelehrter
- Justus de Harduwijn (1582–1636), Pastor und Dichter
- Gilles de Haes (1597–1657), flandrischer Soldat in spanischen, kaiserlichen und venezianischen Diensten
- Anselm van Hulle (1601–1674), Maler
- Lieven Cruyl (1634–?), Priester, Architekt, Zeichner, Radierer
- Jan Boeksent (1660–1727), Bildhauer und Franziskaner
- Jean-Baptiste Loeillet de Gant (1688–1720), Komponist und Flötist
- Laurent Delvaux (1695–1778), niederländischer Bildhauer
- Isabella van Rijndorp (1695–1770), niederländische Schauspielerin
- Josse Boutmy (1697–1779), Komponist und Cembalist
- Peter Anton von Verschaffelt (1710–1793), Bildhauer und Architekt
- Konstantin Karl d’Aspre (1767–1809), Feldmarschallleutnant und Theresienritter
- Joseph Van Crombrugghe (1770–1842), Jurist und liberaler Politiker
- Martin-Joseph Mengal (1784–1851), Hornist, Komponist und Dirigent
- Pieter Van Hanselaere (1786–1862), Porträt- und Historienmaler
- Joseph-Jean De Smet (1794–1877), katholischer Geistlicher und Historiker
- Adolphe Quételet (1796–1874), Astronom und Statistiker
- Joseph Guislain (1797–1860), Psychiater
- Félix Victor Goethals (1798–1872), Gelehrter

### 1801 bis 1850
- Joseph Emmanuel Ghislain Roulez (1808–1878), belgischer Klassischer Philologe, Archäologe und Epigraphiker
- Philipp Blommaert (1809–1871), Schriftsteller
- Hendrick Joseph Dillens (1812–1872), Genre- und Historienmaler sowie Aquarellist und Lithograf
- François Antoine de Bruycker (1816–1882), Genre- und Stilllebenmaler
- Xavier De Cock (1818–1896), Tiermaler
- François-Joseph Boulanger (1819–1873), Vedutenmaler
- Zacharie Noterman (1820–1890), Tiermaler und Radierer
- Adolf Dillens (1821–1877), Maler
- Lievin de Winne (1821–1880), Maler
- Jules Joseph Boulanger (1822–1868), Porträt- und Genremaler
- César de Cock (1823–1904), Landschaftsmaler
- Ambroise Verschaffelt (1825–1886), Gärtner und Herausgeber
- Emile Pierre Joseph De Cauwer (1827–1873), Architektur- und Vedutenmaler
- Théodore Gérard (1829–1902), Genre- und Porträtmaler sowie Radierer und Kunstpädagoge
- Ferdinand van der Haeghen (1830–1913), Bibliothekar und Historiker
- Amalia von Sachsen-Weimar-Eisenach (1830–1872), Adelige
- Gustave Rolin-Jaequemyns (1835–1902), Jurist, Politiker und Diplomat
- Franz Meerts (1836–1896), Genre- und Stilllebenmaler sowie Aquarellist
- Jean Jacques Kickx (1842–1887), Botaniker
- Paul de Smet de Naeyer (1843–1913), katholischer Politiker und Premierminister
- Albéric Rolin (1843–1937), Jurist
- Jules Evarist van Biesbroeck (1848–1920), Maler und Ziseleur
- Pierre Degeyter (1848–1932), belgisch-französischer Sozialist, Kommunist und Liedermacher
- Hildebrand de Hemptinne (1849–1913), Benediktinerabt, 1. Abtprimas des Benediktinerordens

### 1851 bis 1870
- Gerhard Cooreman (1852–1926), katholischer Politiker und Premierminister
- Joris Helleputte (1852–1925), Architekt und Politiker
- Jean Delvin (1853–1922), Maler
- Arnold t’Kint de Roodenbeke (1853–1928), katholischer Politiker
- Gustave Vanaise (1854–1902), Porträt-, Genre- und Aktmaler
- Jules Van den Heuvel (1854–1926), Hochschullehrer, Botschafter und Politiker
- Victor van der Haeghen (1854–1916), Archivar und Historiker
- Edward Anseele (1856–1938), Politiker
- Augusta Roszmann (1859–1945), Malerin
- Victor Horta (1861–1947), Jugendstil-Architekt
- Ferdinand Willaert (1861–1938), Maler
- Henri Lammens (1862–1937), Jesuit und Orientalist
- Maurice Maeterlinck (1862–1949), Schriftsteller und Dramatiker
- Constant Montald (1862–1944), Maler, Bildhauer und Kunstpädagoge
- Théo van Rysselberghe (1862–1926), Maler
- Leo Hendrik Baekeland (1863–1944), belgisch-amerikanischer Chemiker und Erfinder
- Edouard Rolin-Jaequemyns (1863–1936), Jurist, Diplomat und Politiker
- Stephan Kekulé von Stradonitz (1863–1933), dt. Jurist, Privatgelehrter, Heraldiker und Genealoge
- Albert Baertsoen (1866–1922), Impressionist
- George Minne (1866–1941), Kunstmaler, Zeichner und Bildhauer
- Armand Thiéry (1868–1955), röm.-kath. Priester, Theologe, Psychologe, Ingenieur und Professor
- Pierre Louÿs (1870–1925), Lyriker und Romanschriftsteller
- Jules-Émile Verschaffelt (1870–1955), Physiker

### 1871 bis 1880
- Jean François De Boever (1872–1949), Maler des Symbolismus, Illustrator und Kunstpädagoge
- Hippolyte Daeye (1873–1952), Maler
- Paul Burger (1874–1940), Radrennfahrer und Fotograf
- Jelena De-Wos-Sobolewa (1875–1945), belgische bzw. russische bzw. sowjetische Koloratursopranistin und Hochschullehrerin
- Maurice August Lippens (1875–1956), liberaler Politiker
- Jean-Félix de Hemptinne (1876–1958), römisch-katholischer Ordensgeistlicher, Apostolischer Vikar von Katanga
- Gustave de Smet (1877–1943), Maler
- Fritz Marguerre (1878–1964), belgisch-deutscher Ingenieur, Erfinder und Unternehmer
- Alexandre Galopin (1879–1944), belgischer Bankier und Industrieller
- George Van Biesbroeck (1880–1974), US-amerikanischer Astronom
- André de Cock (1880–1964), Philatelist
- Felix Klipstein (1880–1941), deutscher Maler, Zeichner und Graphiker
- Georges Mys (1880–1952), Ruderer

### 1881 bis 1900
- Jean Van Guysse (1881–1945), Turner
- Frits van den Berghe (1883–1939), Maler
- George Sarton (1884–1956), US-amerikanischer Wissenschaftshistoriker
- Charles De Visscher (1884–1973), Jurist
- Fernand De Visscher (1885–1964), Rechtshistoriker und Archäologe
- Henry Georges D’Hoedt (1885–1936), Komponist und Musikpädagoge
- Edmond Henry (1886–1931), Schwimmer
- Edgar Heiliger (1887–1957), deutscher Beamter, Landrat und NSDAP-Funktionär
- Raymundus Joannes de Kremer (1887–1964), Schriftsteller
- Ferdinand Minnaert (1887–1975), Turner
- Oscar Van Den Bossche (1888–1951), Ruderer
- Arthur Delaender (1890–1966), Kugelstoßer, Diskus- und Speerwerfer
- Henri Rolin (1891–1973), Jurist und Politiker
- Corneille Heymans (1892–1968), Pharmakologe
- Marcel Morimont (1892–??), Ruderer
- Léonard Nuytens (1892–1962), Ruderer
- Georges Van Den Bossche (1892–1966), Ruderer
- Edmond Vanwaes (1892–1944), Ruderer
- Eugène Gabriels (1895–1969), Ruderer
- Hilaire Hellebaut (1895–1951), Radrennfahrer
- Paul Struye (1896–1974), Rechtswissenschaftler, Hochschullehrer und Politiker
- Edgard Colle (1897–1932), Schachmeister
- Jacques Haller (1897–1961), Ruderer
- Adrien D’Hondt (1898–??), Ruderer
- Léon Vleurinck (1899–1982), Ruderer
- Robert De Mulder (1900–1967), Ruderer
- Robert Swartelé (1900–1967), Ruderer

### 1901 bis 1940
- Alphonse De Wette (1902–??), Ruderer
- Charles Van Son (1902–1970), Ruderer
- Louis Baert (1903–1979), Fußballschiedsrichter und -funktionär
- Theo Wambeke (1903–1984), Ruderer
- Emiel Thienpont (1904–1978), Schwimmer und Wasserballspieler
- August Meuleman (1906–2000), Radrennfahrer und Schrittmacher
- Albert Billiet (1907–1977), Radrennfahrer
- Jean Van Houtte (1907–1991), christdemokratischer Finanzfachmann und Politiker
- Jean van den Bosch (1910–1985), Diplomat, Botschafter
- Henri De Pauw (1911–1973), Wasserballspieler
- Jean Beyer (1914–2002), katholischer Priester, Jesuit und Kirchenrechtler
- Théo Lefèvre (1914–1973), Politiker
- Robert Van Eenaeme (1916–1959), Radrennfahrer
- Joseph van der Straeten (1918–2010), jesuitischer Bollandist
- Octave Landuyt (1922–2024), Maler und Bildhauer
- Lizzie Schnakenburg Thyssen (1925–2005), dänische Künstlerin und Keramikerin
- Éliane Vogel-Polsky (1926–2015), Anwältin und Feministin
- Willy De Clercq (1927–2011), liberaler Politiker
- Guy Duijck (1927–2008), Komponist, Dozent, Oboist und Dirigent
- Will Ferdy (1927–2022), Sänger, Komponist, Autor und Schauspieler
- Raoul Van Caenegem, Baron von Caenegem (1927–2018), Rechtshistoriker und Mediävist
- Gilbert Temmerman (1928–2012), Politiker
- Roeland Raes (1934–2024), Jurist und Politiker
- Jacqueline Nova (1935–1975), kolumbianische Komponistin
- David Ruelle (* 1935), Physiker und Mathematiker
- José Denoyette (1937–2022), Radrennfahrer
- François De Wagheneire (1937–2015), Radrennfahrer
- Paul M. Vanhoutte (1940–2019), Physiologe und Pharmakologe

### 1941  bis 1950
- Rudy Balliu (* 1941), Jazzmusiker
- Jean-Marie Albert Bottequin (* 1941), Fotograf, Fotojournalist, Fotokünstler und Pantomime
- Jef D’hont (* 1942), Betreuer im Radsport
- Jacques Rogge (1942–2021), orthopädischer Chirurg und Präsident des IOC
- Willy De Bosscher (* 1943), Radrennfahrer
- Walter Godefroot (* 1943), Radrennfahrer und -manager
- Roger Maes (1943–2021), Volleyballspieler
- Gerard Mortier (1943–2014), Intendant und Festspielleiter
- Norbert Seeuws (* 1943), Radrennfahrer
- Paul Seye (* 1944), Radrennfahrer
- René Jacobs (* 1946), Dirigent und Countertenor
- Luc Coene (1947–2017), Politiker
- Willy De Geest (* 1947), Radrennfahrer
- Jozef De Kesel (* 1947), Erzbischof von Mecheln-Brüssel, Kardinal
- Philippe Herreweghe (* 1947), Dirigent
- Antoine Meirlaen (* 1948), Radrennfahrer
- Theo Custers (* 1950), Fußballspieler

### 1951 bis 1960
- Vera Dua (* 1952), Politikerin
- Johan Van Hecke (* 1954), Politiker
- Frank Hoste (* 1955), Radrennfahrer
- Alain De Roo (* 1955), Radrennfahrer
- Walter Schoonjans (* 1956), Radrennfahrer
- Luc Colijn (* 1958), Radrennfahrer
- Florian Heyerick (* 1958), Flötist, Cembalist, Dirigent und Musikproduzent
- Joël Kotek (* 1958), Politologe und Historiker
- Joséphine Rebecca Moerman (* 1958), Politikerin und Juristin
- Matthias Storme (* 1959), Jurist, Denker, Schriftsteller und Politiker
- Dirk Brossé (* 1960), Komponist und Dirigent

### 1961 bis 1970
- Frank De Winne (* 1961), ESA-Astronaut
- Robert D’Hondt (* 1962), Radrennfahrer
- Rik Van Slycke (* 1963), Radrennfahrer und Sportlicher Leiter
- Nic Balthazar (* 1964), Fernsehjournalist
- Philip Claeys (* 1965), Politiker
- Sammie Moreels (* 1965), Radrennfahrer
- Kristiaan Seynhave (* 1965), Organist
- Yves Defraigne (* 1965), Basketballtrainer
- Linde Ergo (* 1966), Bildhauerin
- Rudy Reunes (1967–2010), Jazztrompeter
- Christophe Impens (* 1969), Mittelstreckenläufer
- Helmut Lotti (* 1969), Crossover- und Popsänger
- Philippe Rogge (* 1969), Manager

### 1971 bis 1980
- Filip Meirhaeghe (* 1971), Mountainbiker
- Caroll Vanwelden (* 1971), Jazzsängerin und Pianistin
- Karin de Fleyt (* 1972), Flötistin
- Matthew Gilmore (* 1972), Radrennfahrer
- Vincent Van Quickenborne (* 1973), Politiker
- Gunther Schepens (* 1973), Fußballspieler
- Kenny Verhoene (* 1973), Fußballspieler und -trainer
- Steven van Weyenberg (* 1973), niederländischer Ministerialbeamter und Politiker
- Muhammet Kurtuluş (* 1974), türkischer Fußballspieler
- Isabelle A (* 1975), Sängerin
- Freya Van den Bossche (* 1975), Politikerin
- Kersten Geers (* 1975), Architekt und Universitätsprofessor
- Felix Van Groeningen (* 1977), Filmregisseur und Drehbuchautor
- David Van Severen (* 1978), Architekt und Gastprofessor
- Tomas van den Spiegel (* 1978), Basketballspieler
- Cédric Van Branteghem (* 1979), Sprinter
- Charlotte Caspers (* 1979), Künstlerin und Restauratorin
- Frederic Sioen (* 1979), Singer-Songwriter
- Simon Van Vossel (* 1979), Shorttracker
- Bradley Wiggins (* 1980), britischer Radrennfahrer

### 1981 bis 1990
- Steven Caethoven (* 1981), Radrennfahrer
- Olivier Deschacht (* 1981), Fußballspieler
- Dimitri De Fauw (1981–2009), Radrennfahrer
- Lady Linn (eigentlich Lien De Greef, * 1981), Sängerin
- Iljo Keisse (* 1982), Radrennfahrer
- Joeri Clauwaert (* 1983), Radrennfahrer
- Evelien Callens (* 1984), Basketballspielerin
- Ingmar De Poortere (* 1984), Radrennfahrer
- Ewoud Vromant (* 1984), Paracycler
- Wouter Weylandt (1984–2011), Radrennfahrer
- Evi Van Acker (* 1985), Seglerin
- Eline Berings (* 1986), Leichtathletin
- Stijn Huys (* 1986), Cyclocrossfahrer
- Bart Michiels (* 1986), Schachspieler
- Davy Tuytens (* 1986), Radrennfahrer
- Steven Van Vooren (* 1986), Radrennfahrer
- Niels Desein (* 1987), Tennisspieler
- Lander Gyselinck (* 1987), Jazz- und Improvisationsmusiker
- Laurens De Vreese (* 1988), Radrennfahrer
- Vadis Odjidja-Ofoe (* 1989), Fußballspieler
- Jarl Salomein (* 1989), Radrennfahrer
- Jolien D’hoore (* 1990), Radrennfahrerin
- Thomas Van der Plaetsen (* 1990), Leichtathlet

### 1991 bis 2000
- Florent Van Aubel (* 1991), Hockeyspieler
- Xavier Henry (* 1991), US-amerikanischer Basketballspieler
- Gijs Van Hoecke (* 1991), Radrennfahrer
- Barbara Nelen (* 1991), Hockeyspielerin
- Charlotte de Witte (* 1992), Techno-DJ und Musikproduzentin
- Jolien Boumkwo (* 1993), Leichtathletin
- Imke Vervaet (* 1993), Sprinterin
- Jassina Blom (* 1994), Fußballspielerin
- An-Sophie Mestach (* 1994), Tennisspielerin
- Otto Vergaerde (* 1994), Radsportler
- Dries Van den Broecke (* 1995), Skirennläufer
- Mandy Scherpereel (* 1997), Hardstyle-DJ
- Dylan De Bruycker (* 1997), belgisch-philippinischer Fußballspieler
- Bjorg Lambrecht (1997–2019), Radrennfahrer
- Jules Hesters (* 1998), Radsportler
- Fabio Van den Bossche (* 2000), Radrennfahrer

### 21. Jahrhundert
- Michel-Ange Balikwisha (* 2001), Fußballspieler
- Jenno Berckmoes (* 2001), Radrennfahrer
- Jente Hauttekeete (* 2002), Zehnkämpfer
- Mert Kurt (* 2002), Fußballspieler
- Julie De Wilde (* 2002), Radrennfahrerin
- Jente Michels (* 2003), Cyclocrossfahrer
- Nikola Đurišić (* 2004), serbischer Basketballspieler
- Evy Poppe (* 2004), Snowboarderin
- Hannes Van Duysen (* 2004), Sportkletterer
- Hélène Hesters (* 2005), Radsportlerin
- Kyriani Sabbe (* 2005), Fußballspieler
- Jorthy Mokio (* 2008), Fußballspieler

## Bekannte Einwohner von Gent
- August Sebastianus Nouzenus (1503–1536), Lehrer der Theologie und Philosophie in Gent
- Dominik Konstantin München (1763–1818), deutscher Theologe und Historiker
- Franz Peter Cassel (1784–1821), deutscher Botaniker und Mediziner, Direktor des Botanischen Gartens und 1818/19 Rektor der Universität Gent
- Baron Jules François (1907–1984), weltbekannter Augenarzt